# محطة واتس بار النووية

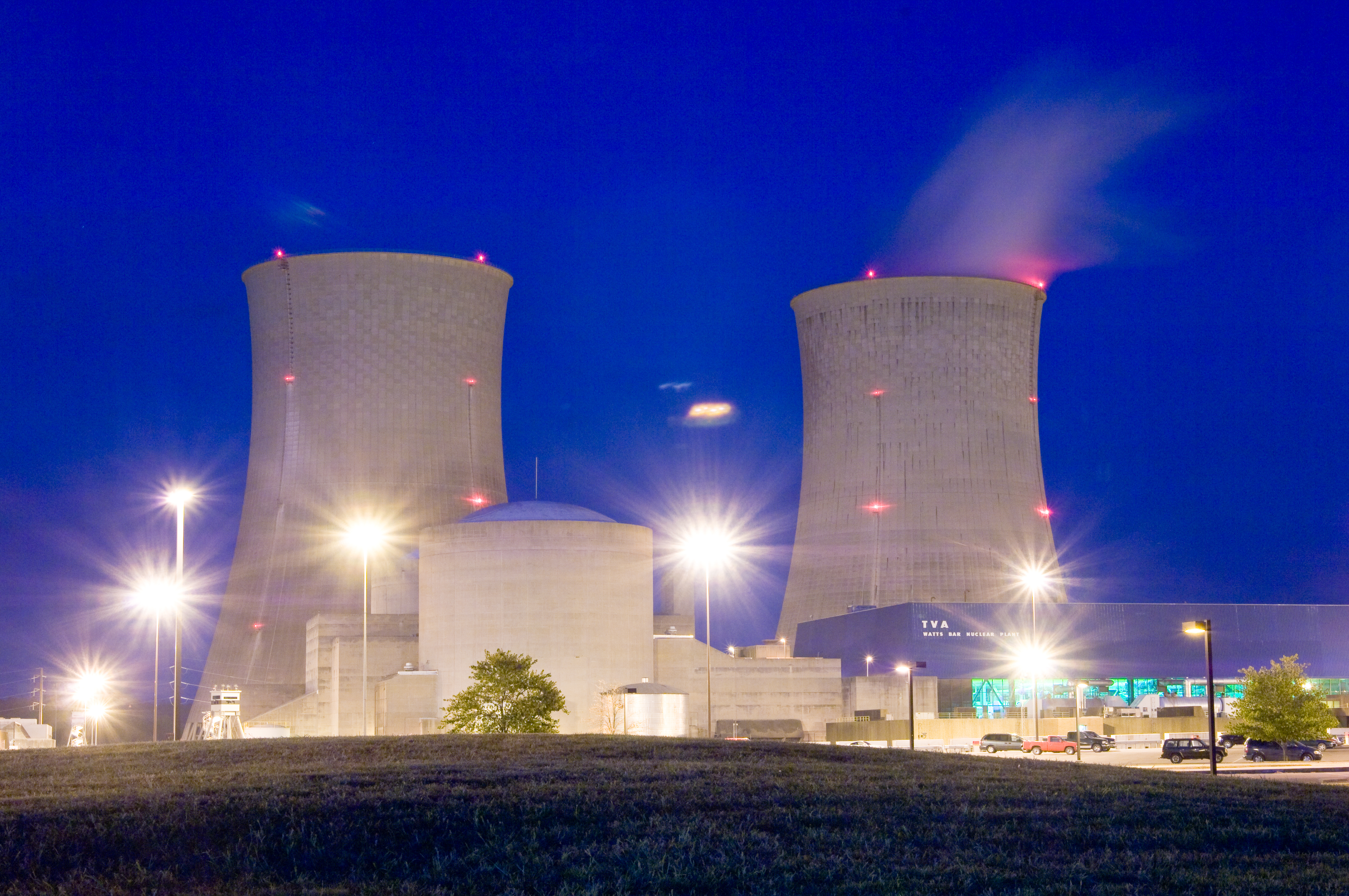
محطة واتس بار النووية

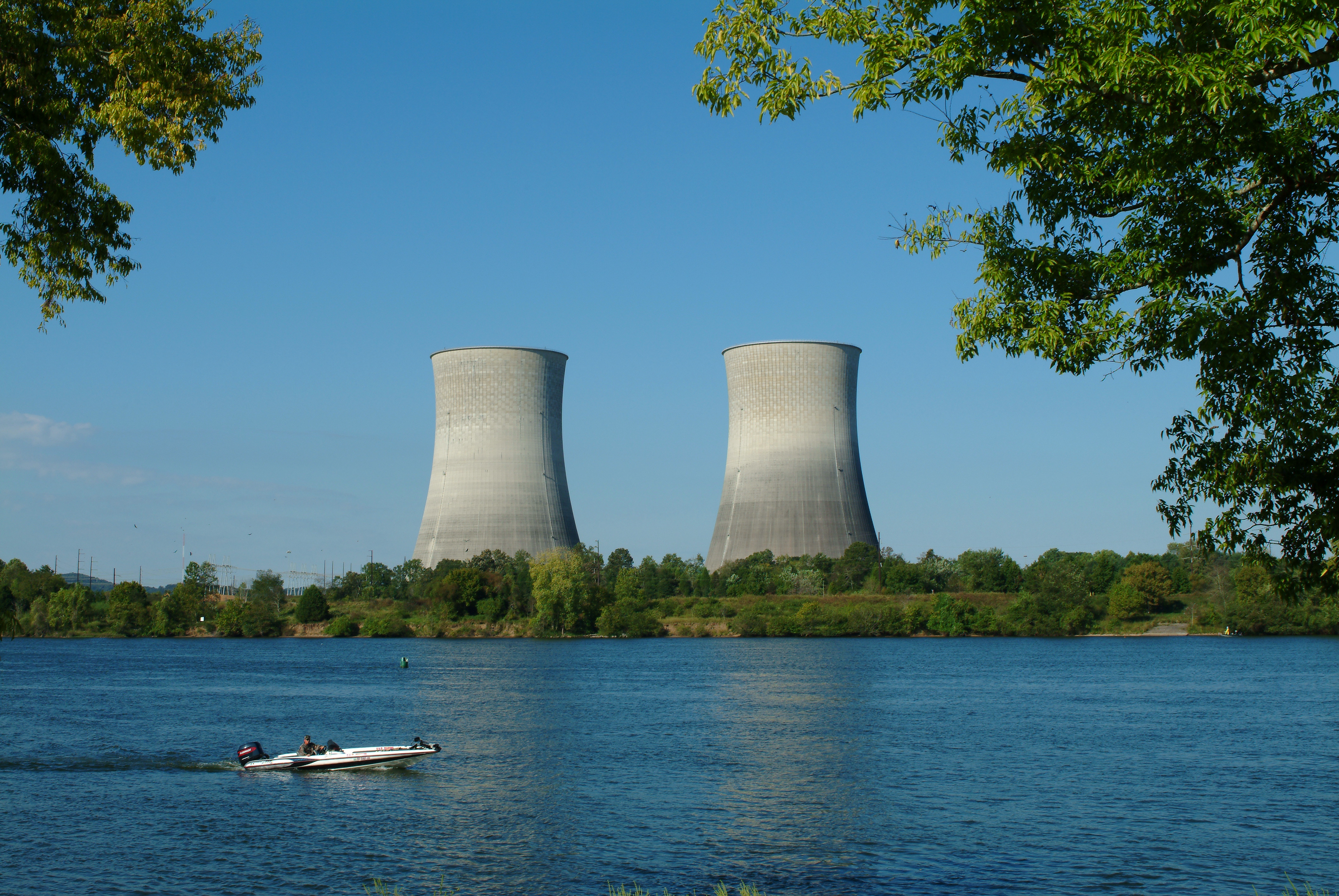
توربينات محطة واتس بار النووية

محطة واتس بار النووية هي عبارة عن مفاعلين نوويين تابعة لمقاطعة ريا (تينيسي) تستخدم لتوليد الطاقة الكهربائية وتم انشائها في عام 1973.

## الموقع
تقع في موقع مساحته 1770 فدان (7,2 كيلومتر مربع) في مقاطعة ريا بولاية تينيسي بالقرب من سبرينغ سيتي بين مدينتي تشاتانوغا ونوكسفيل.

## نبذة
توفر محطة واتس بار النووية ما يكفي من الكهرباء لحوالي 120000 أسرة في وادي تينيسي وتحتوي على وحدتين من مفاعل المياه المضغوط وتدارمن قبل ويستينجهاوس.

## المفاعلات
يتكون المفاعل الأول والذي تم الانتهاء منه في عام 1996 والثاني اكتمل في عام 2015 حيث يمتلك المفاعل الأول قدرة توليد صافية يمكن الاعتماد عليها في فصل الشتاء تبلغ 1677 ميجاوات وتبلغ سعة المفاعل الثاني 1,165 ميجاوات.
يعد المفاعلان أحدث مفاعلات مدنية تعمل على الإنترنت في الولايات المتحدة والمفاعل الثاني هو أول مفاعل يعمل بواسطة الإنترنت في القرن الحادي والعشرين.